# Російська псевдоготика

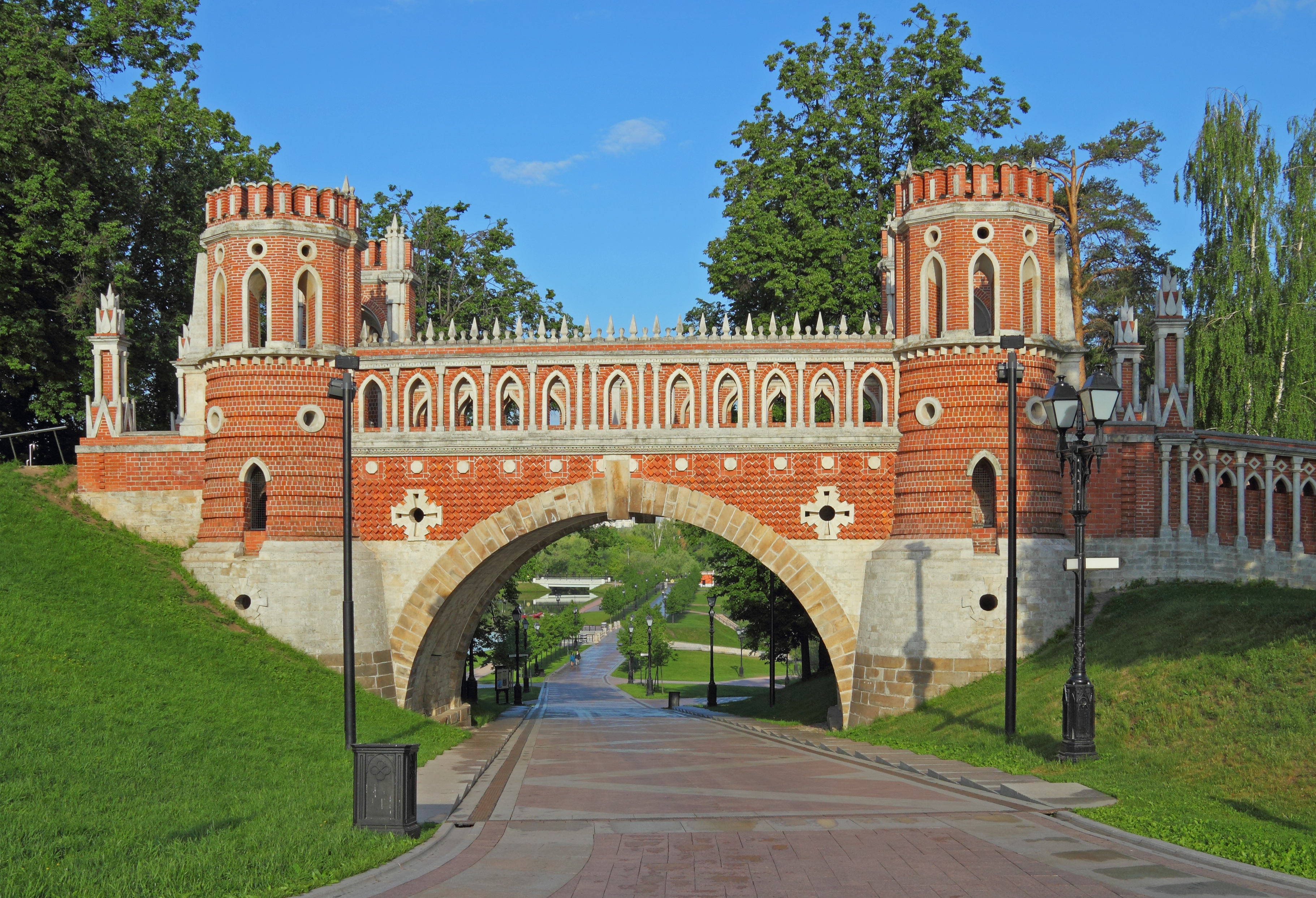
Садиба Царицино, Москва. Фігурній міст після реставрації.

Російська псевдоґотика (рос. Русская неоготика) — умовна назва романтизованого напрямку в російському класицизмі кінця 18—19 століття, що вдало експлуатував захоплення формами середньовічної архітектури у привілейованих станів суспільства. Російська псевдоготика ґрунтувалась на суміші середньовічних форм і кольорів архітектури Московії 17 ст. і Західної Європи до доби Відродження, сприйнятих не коструктивно, а як декорація.

## Пропозиція архітектора Баженова
1775 року в Російській імперії з приводу закінчення російсько-турецької війни влаштували свято в Москві. Вшановували Кучук-Кайнарджийську мирну угоду. На Ходинському полі вибудували тимчасові павільйони з шляхами і назвами географічних міст і місць. Тимчасові дороги назвали Танаіс (Дон) та Борисфен (Дніпро). В павільйоні «Азов» влаштували їдальню, в павільйоні «Кінбурн» розмістили театр, а два інші («Керч» та «Єнікале») слугували бальними залами. Архітектуру тимчасових споруд доручили розробити архітекторові Василю Баженову, що пройшов стажування в Парижі і мав розвинену мистецьку уяву.
Так на авансцену російської архітектури практично вперше вийшла фантазійна архітектура, що вдало поєднала середньовічні форми західноєвропейської готики і форми і кольори архітектури Московії 17 ст., які наприкінці 18 століття в Петербурзі помилково називали «готичними». Відбулось свято, що вразило відвідувачів пишнотою і фантазійним характером тимчасових споруд, а також вечірнім феєрверком. Театралізація придворного побуту, захоплення театром і маскарадами з його ефектами і перевдяганнями в чуже, було підхоплене і перенесене Баженовим в режисуру державного свята, в використані архітектурні форми. З приводу свята були створені гравюри, що і зберігло для нащадків химеричне свято на Ходинському полі.
Фантастичні форми тимчасових павільйонів Баженова так сподобались, що імператриця наказала використати їх в ансамблі власної садиби, придбаної у родини Кантемирів. За планом, садиба мала стати новою резиденцією імператриці під Москвою.

## Відновлені псевдоготичні споруди садиби Царицино

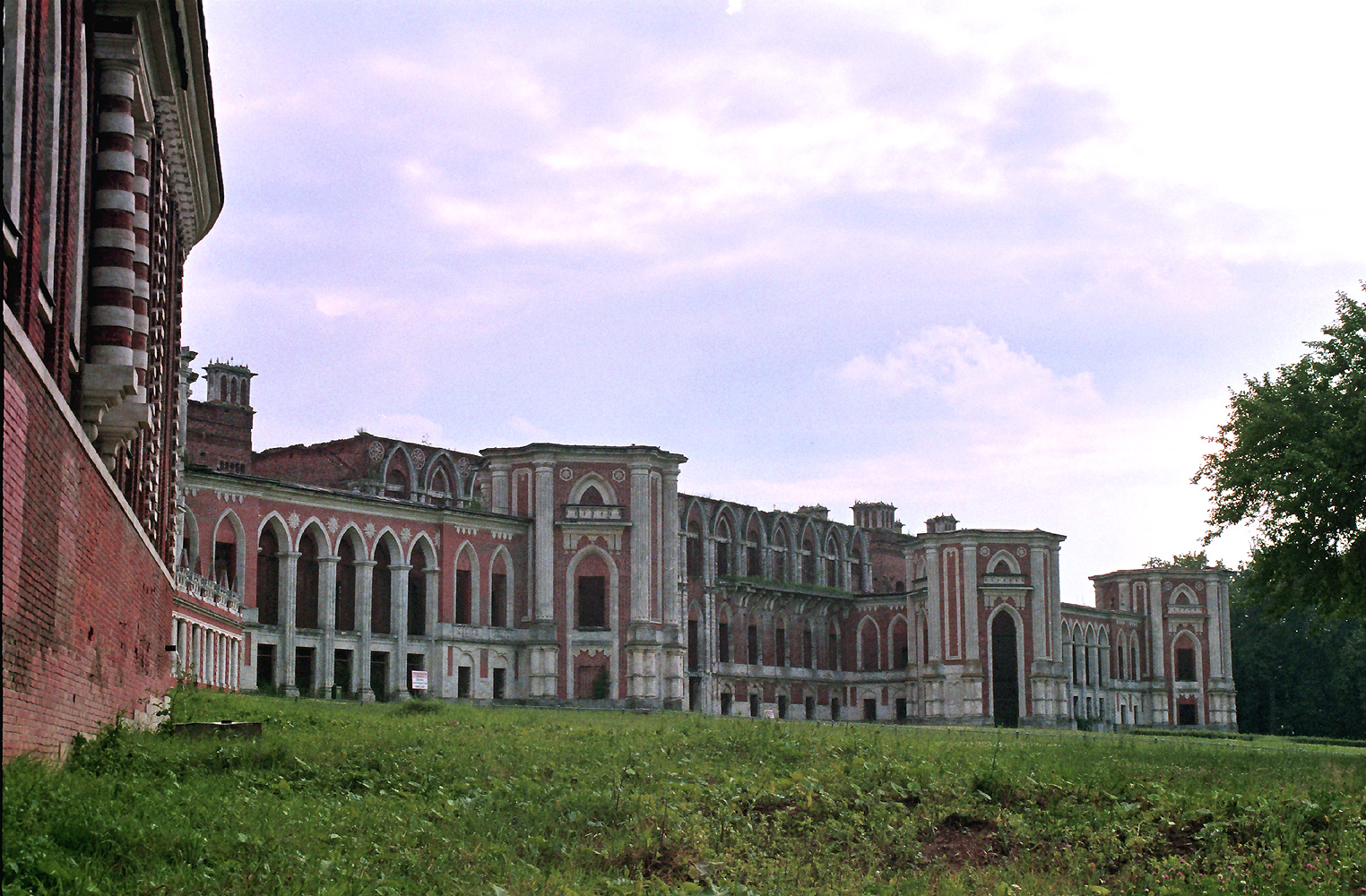
Царицино, палац до ремонту і відновлення
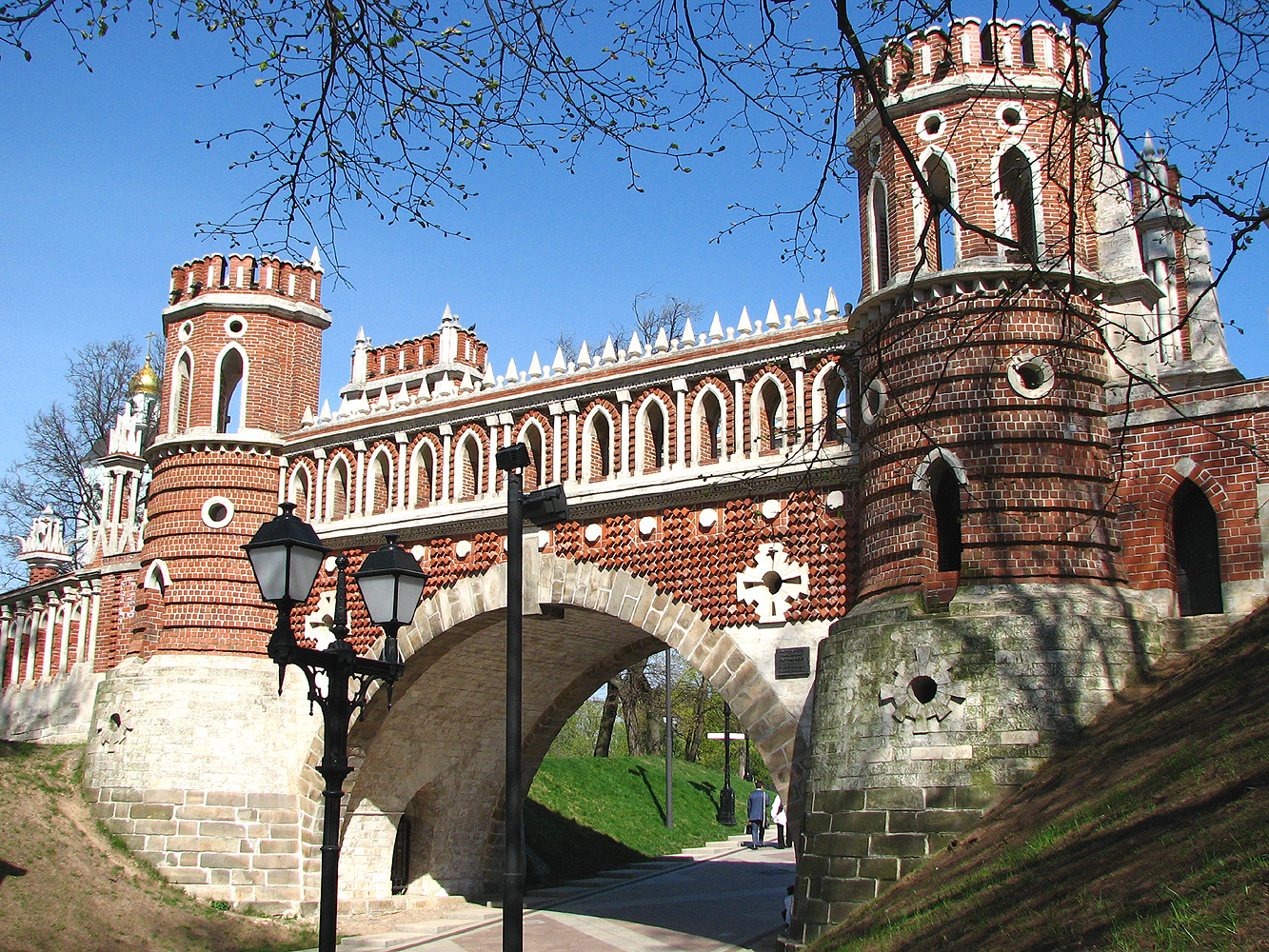
Фігурний міст
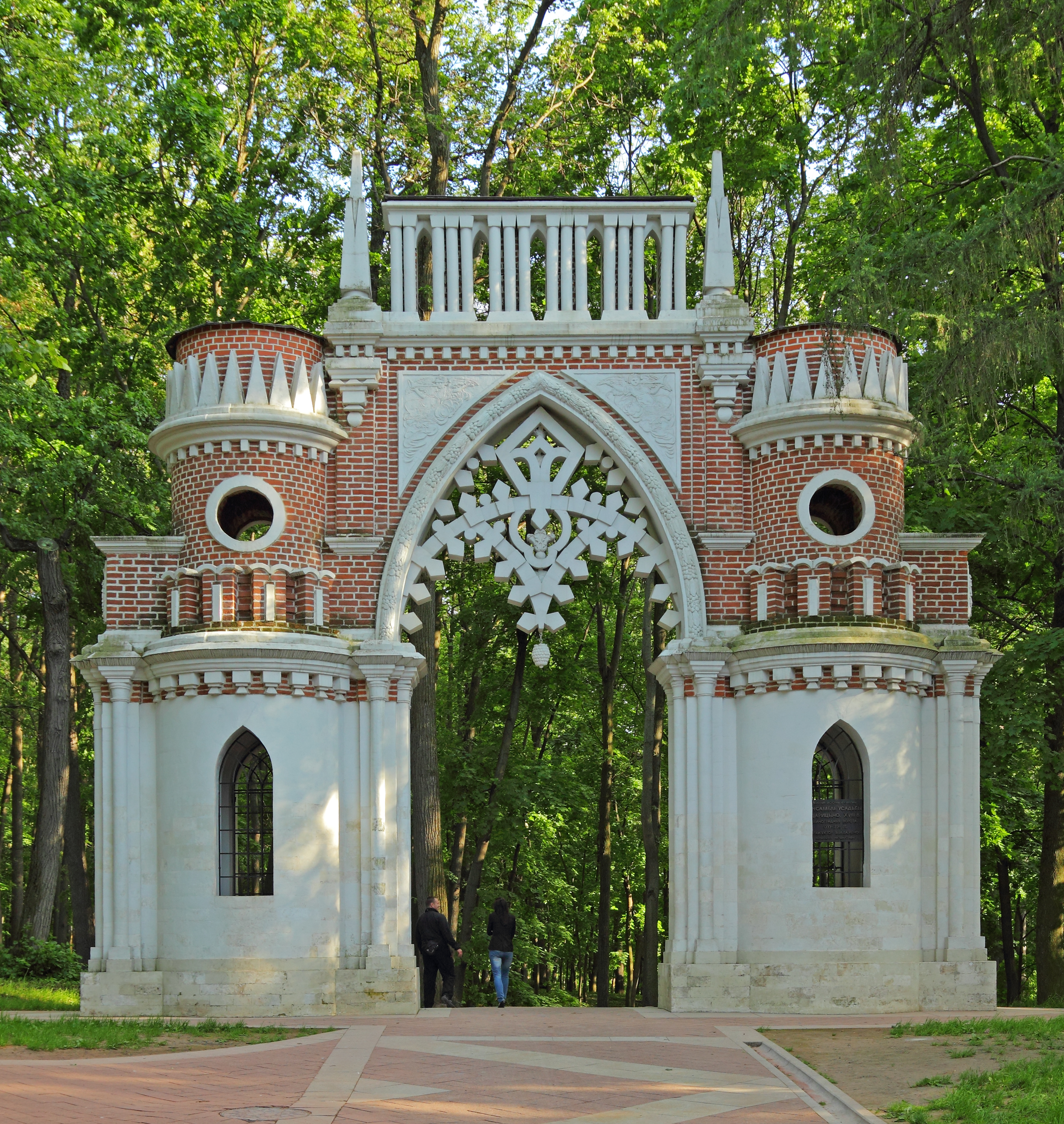
Виноградна брама
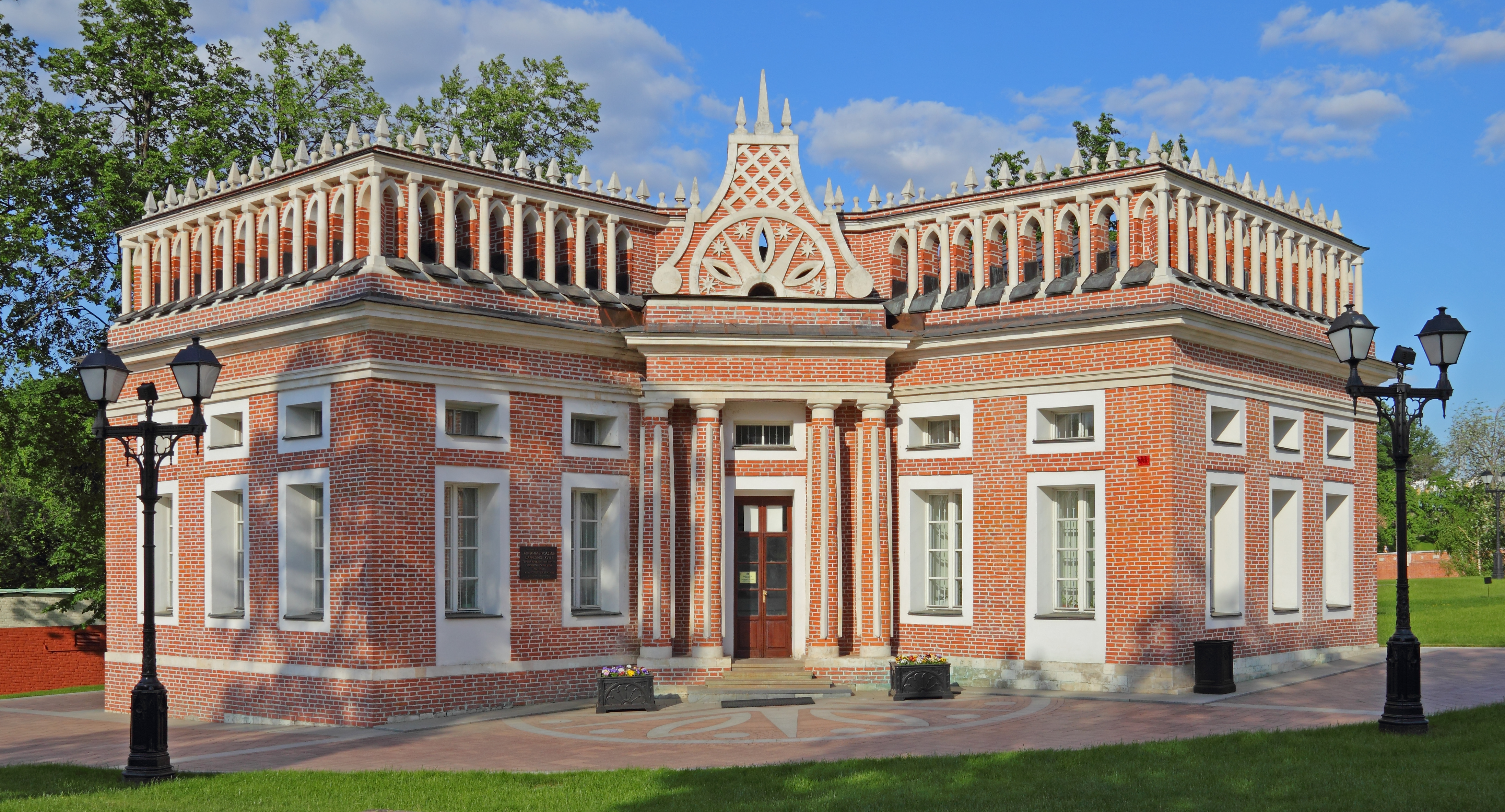
1й Кавалерський корпус
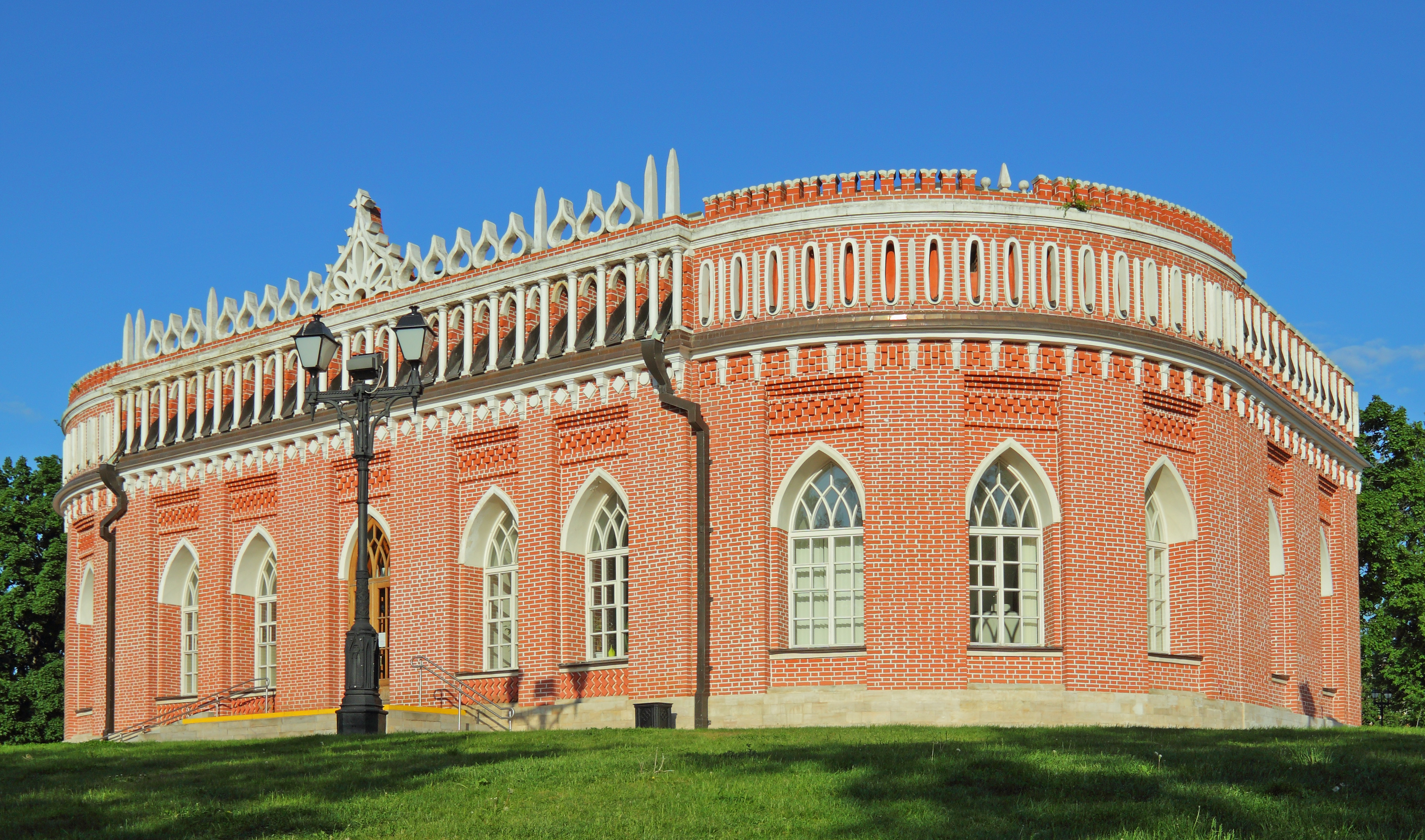
Третій Кавалерський корпус
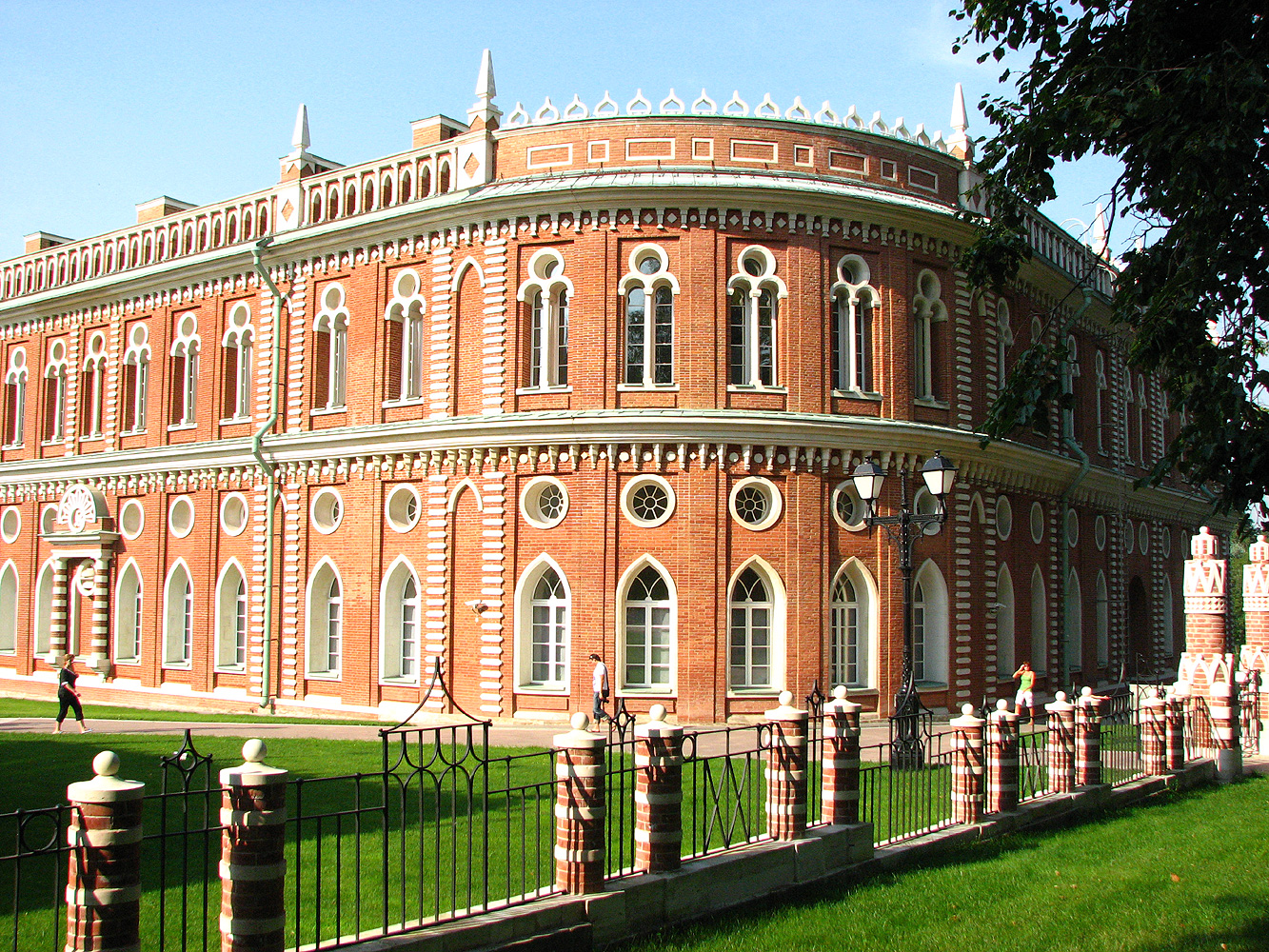
Хлібний будинок ( палацові кухні і комори )
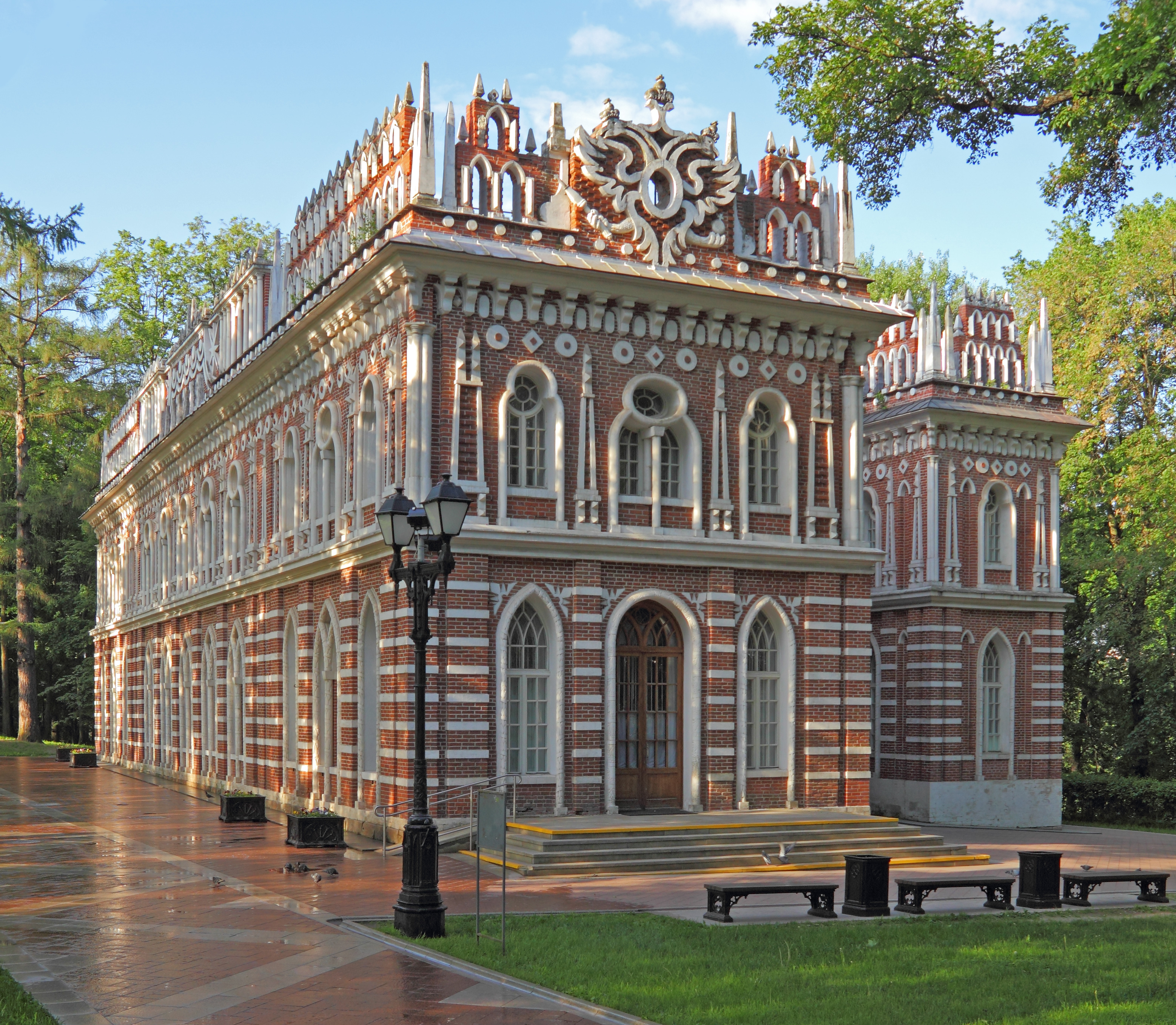
Оперний будинок з концертною залою
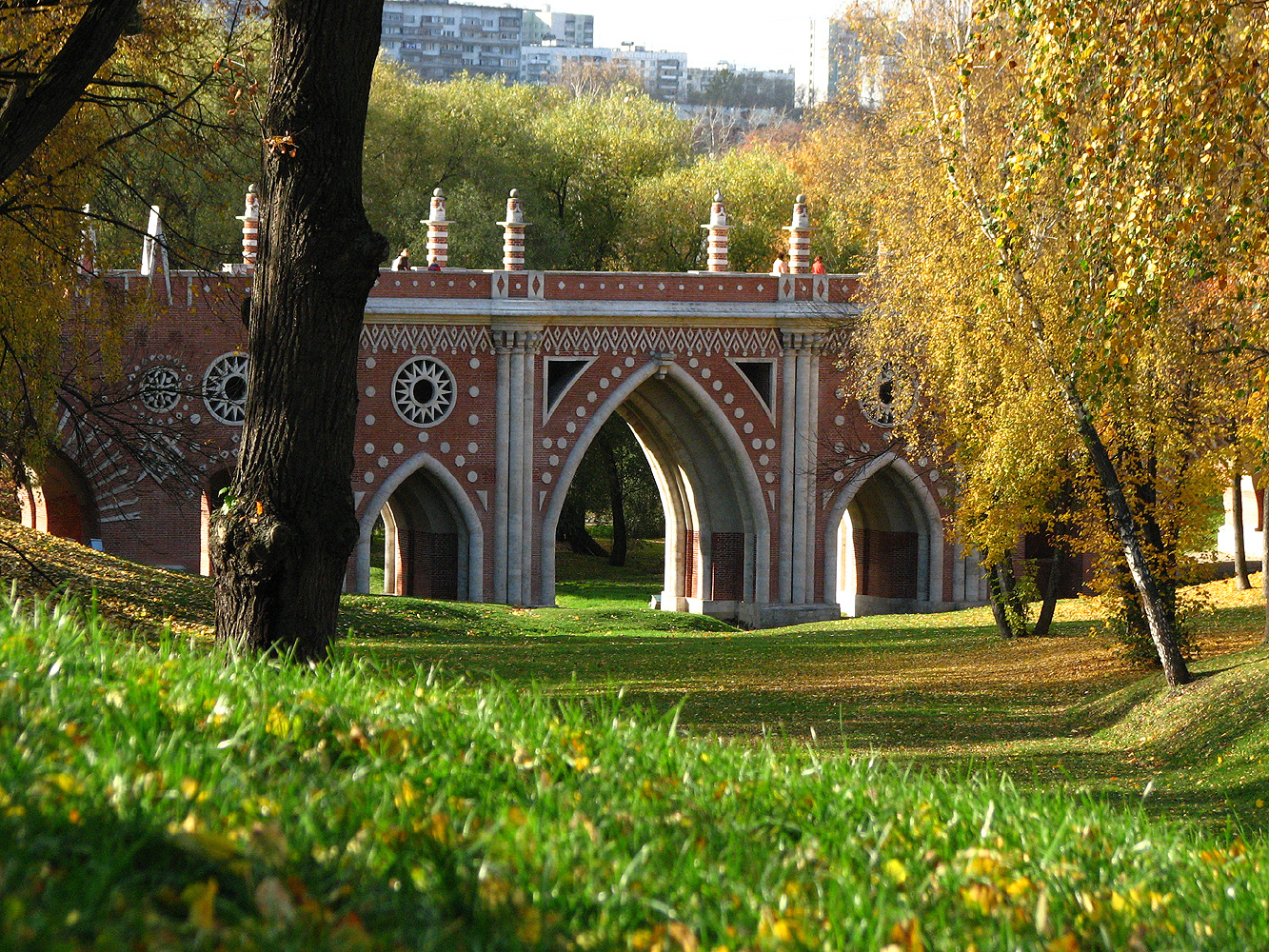
Міст через рівчак в парку
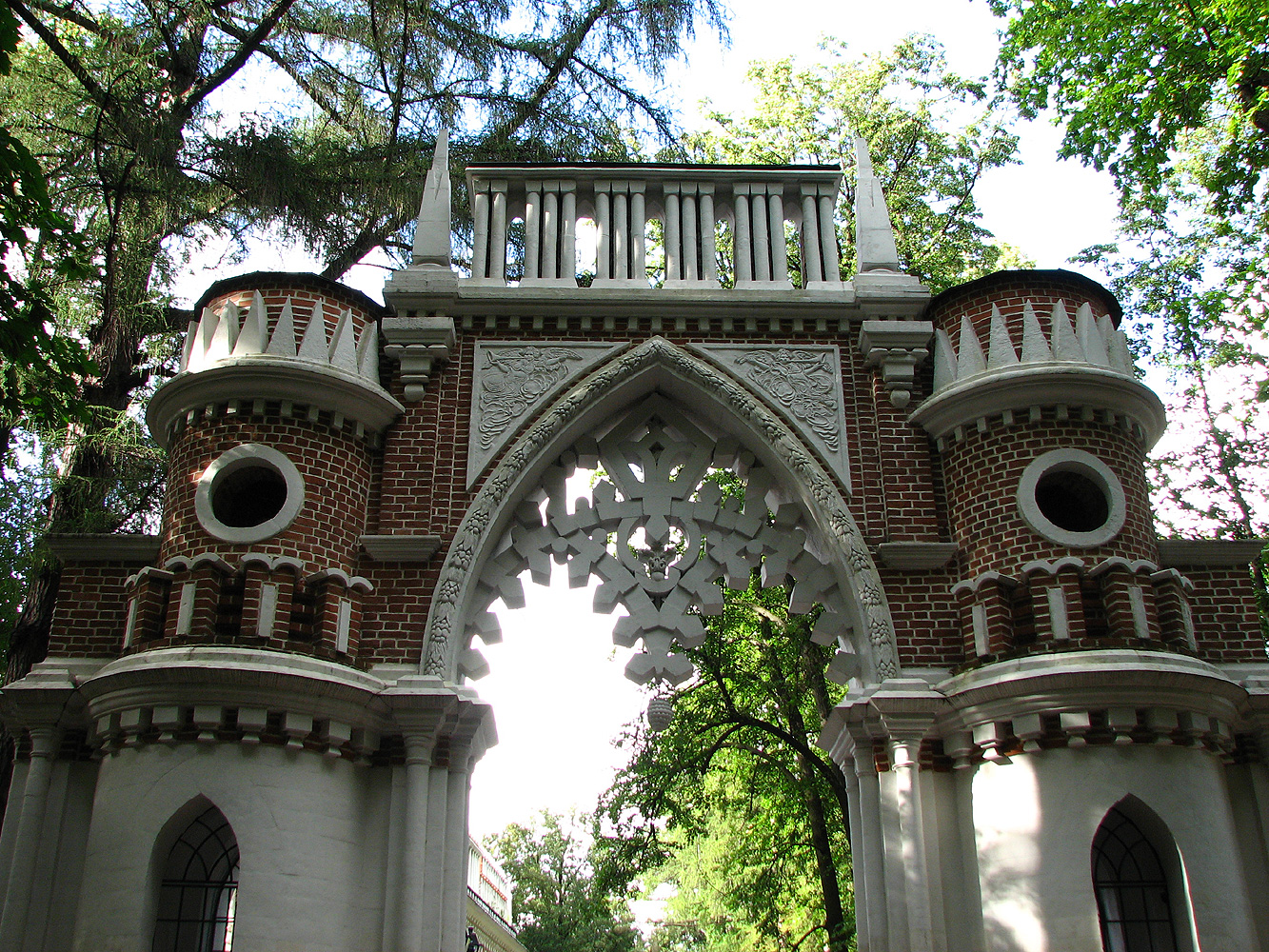
Виноградна брама в парку
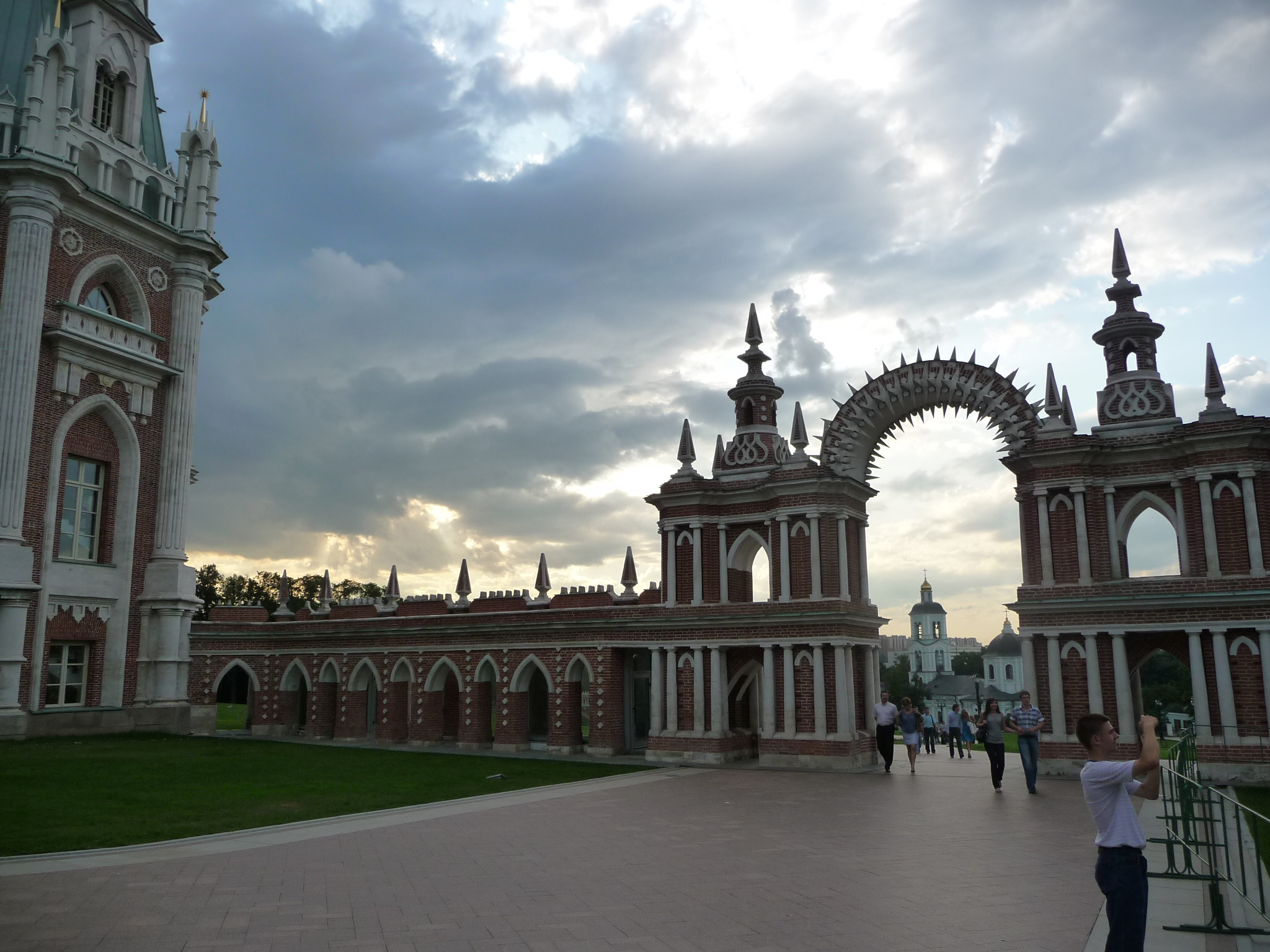

Придворну моду на псевдоготичну архітектуру підхопили вельможі з оточення Катерини ІІ. І хоча вона (через 10 років) охолола до будівництва власної резиденції в Царицино під Москвою, псевдоготичні споруди виникають і в самому Петербурзі, і на його околицях, і в провінційних садибах вельмож. Серед ранніх зразків російської псевдоготики були :
- Чесменський палац в Петербурзі
- Чесменська церква в ансамблі з ним
- Петровський подорожній палац на околиці Москви
- Церква в селі Биково
- Кінний двір в садибі Єрмолова «Красне»
- Вежі в садибі Міхалково П. І. Паніна
- Церква в садибі Старки-Черкізово
- Церква в селі Знаменка (нині Липецька область)
- Панський будинок-палац в садибі Островки для князя Г. Потьомкіна
- Панський будинок-палац в садибі Троїцьке-Кайнарджи Петра Рум'янцева-Задунайського
- Церква в садибі Троїцьке-Кайнарджи
- Панський будинок-падац в садибі Вишеньки, Україна, для полководця Петра Рум'янцева-Задунайського
- низка паркових павільйонів в різних садибах Росії

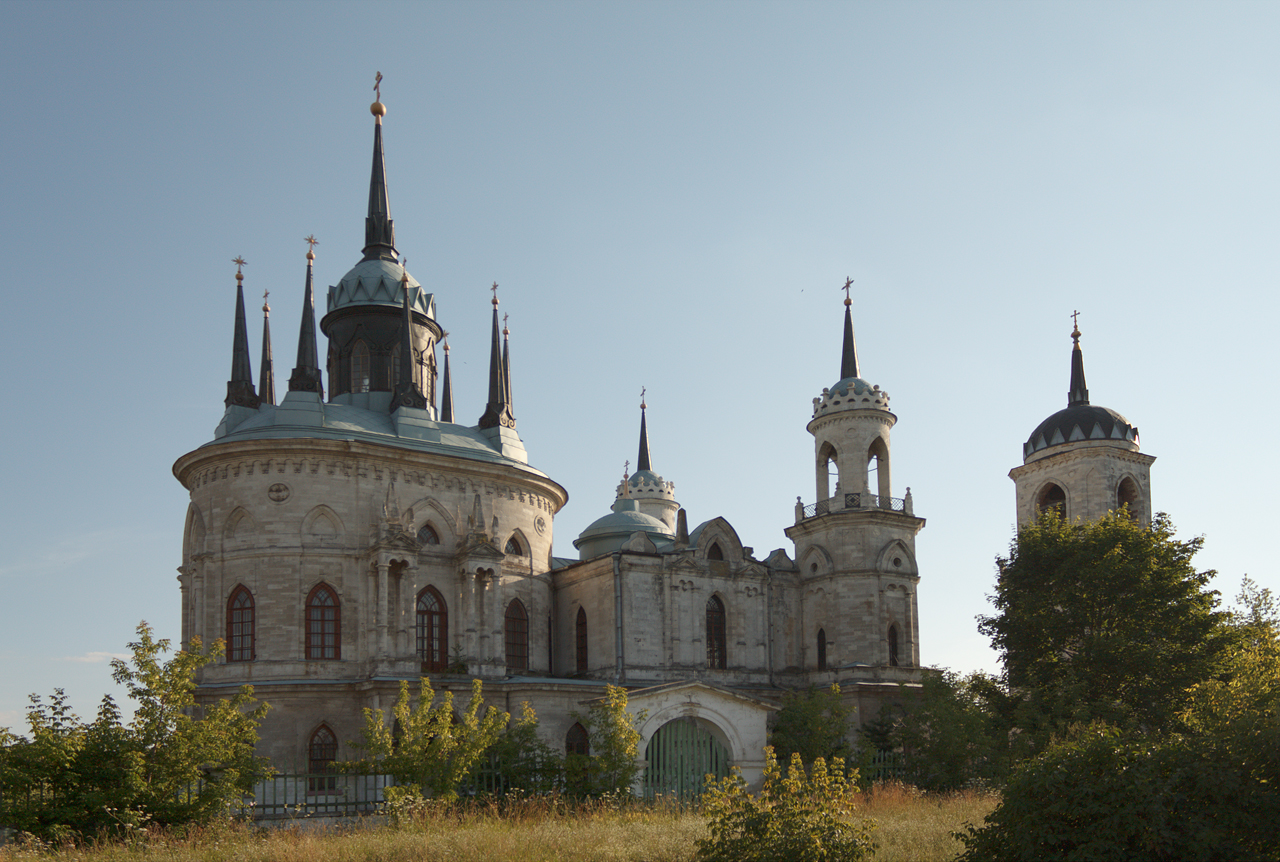
Церква в селі Биково
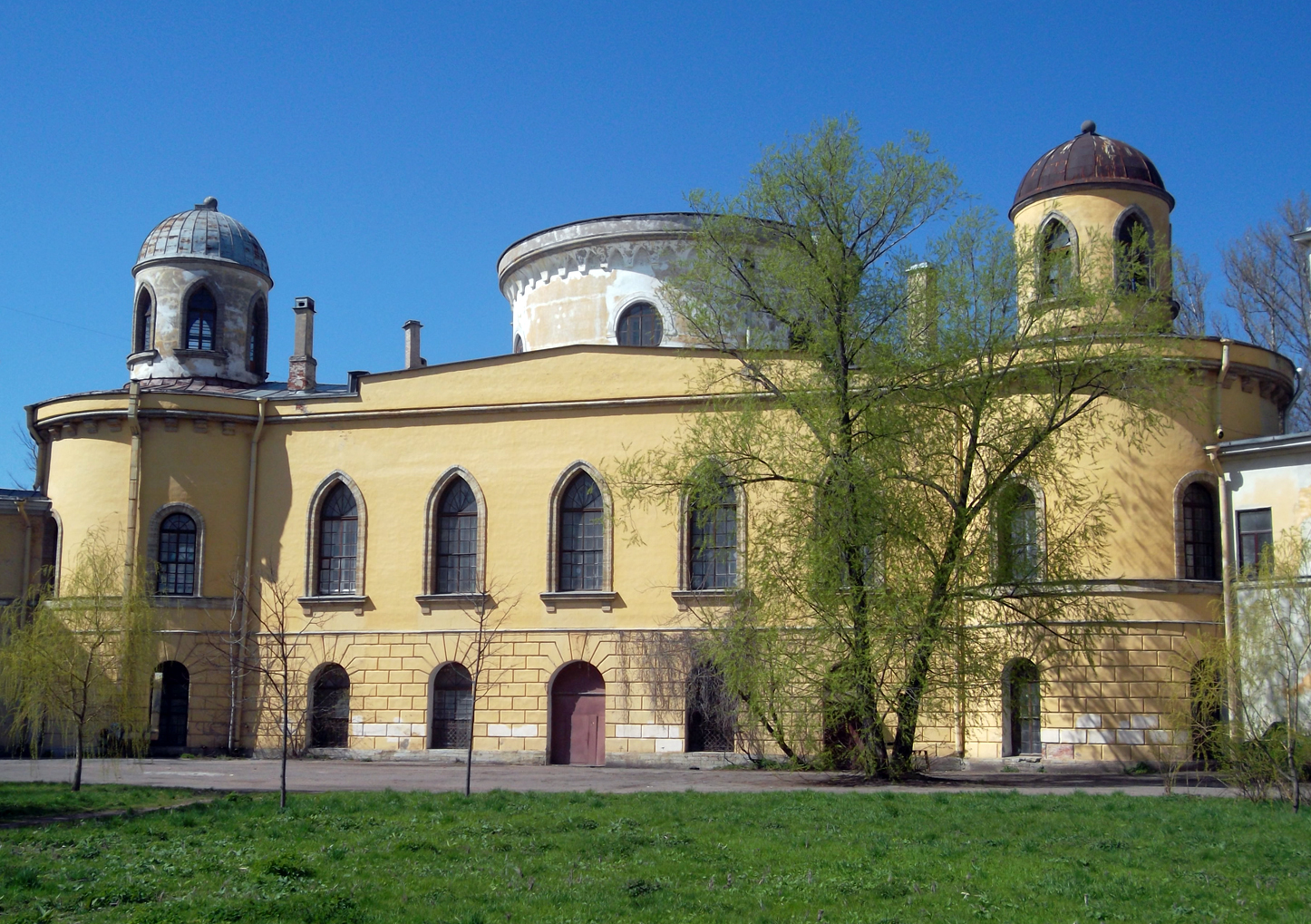
Чесменський палац в Петербурзі
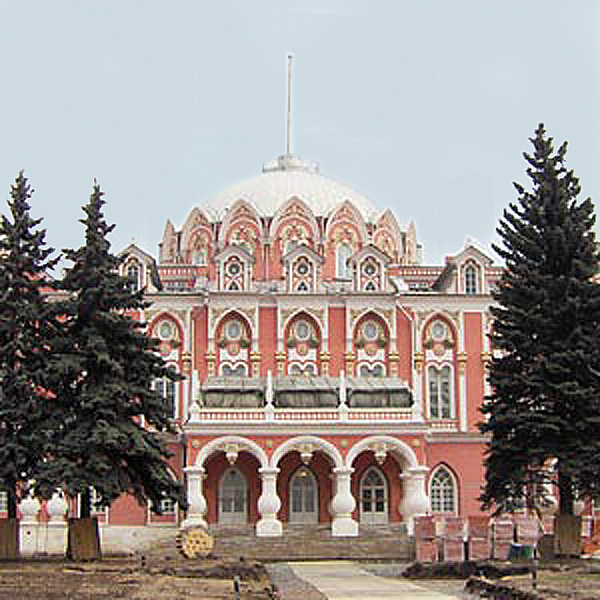
Петровський подорожній палац на околиці Москви
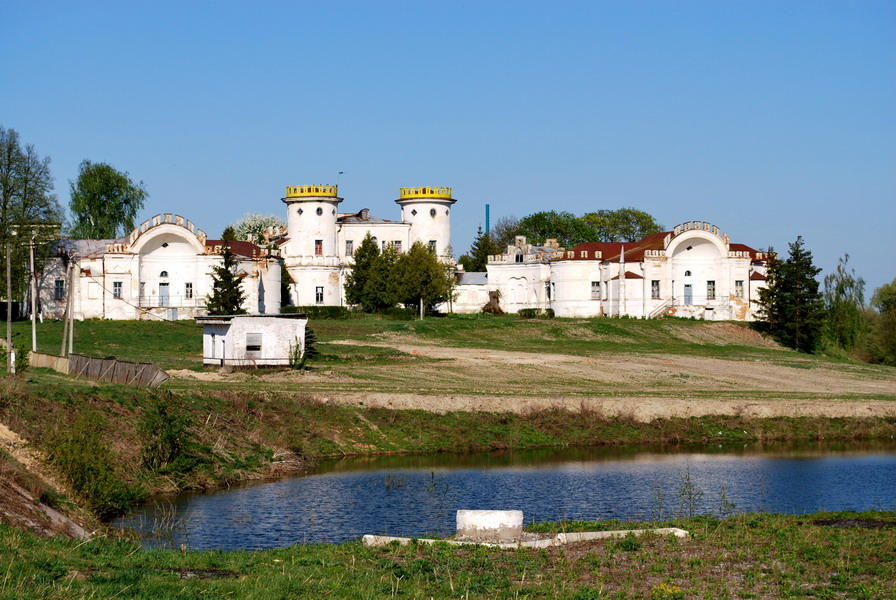
Палац Рум'янцева-Задунайського (Вишеньки), Україна
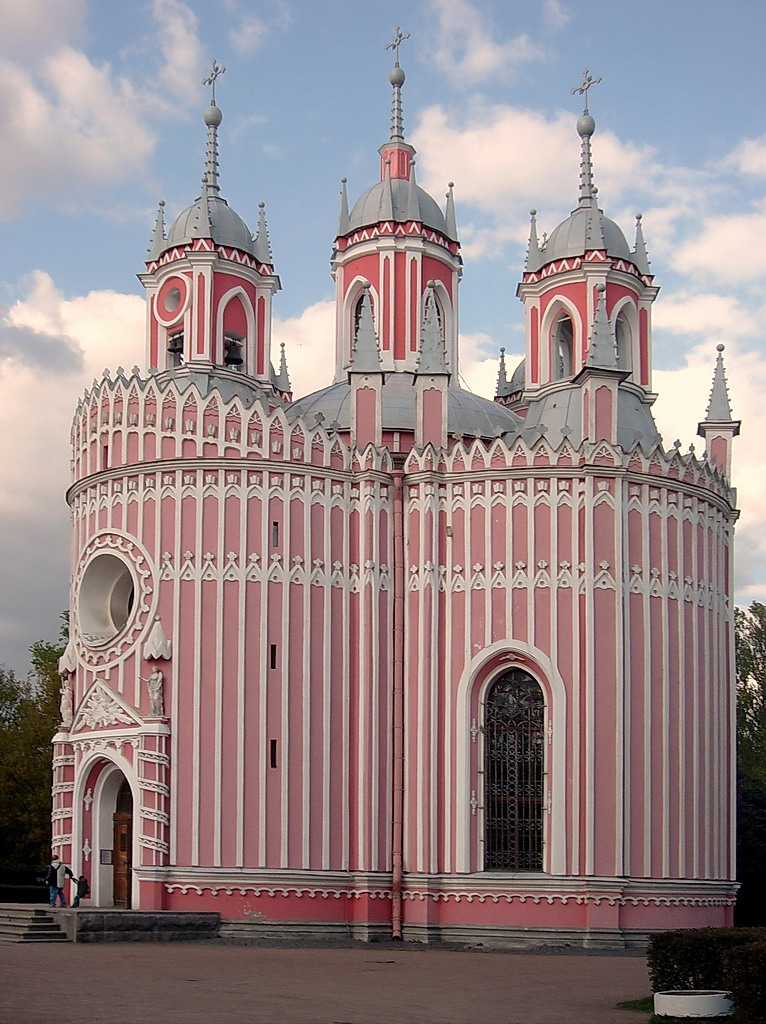
Юрій Фельтен. Чесменська церква.

## Псевдоготика Юрія Фельтена та Матвія Казакова

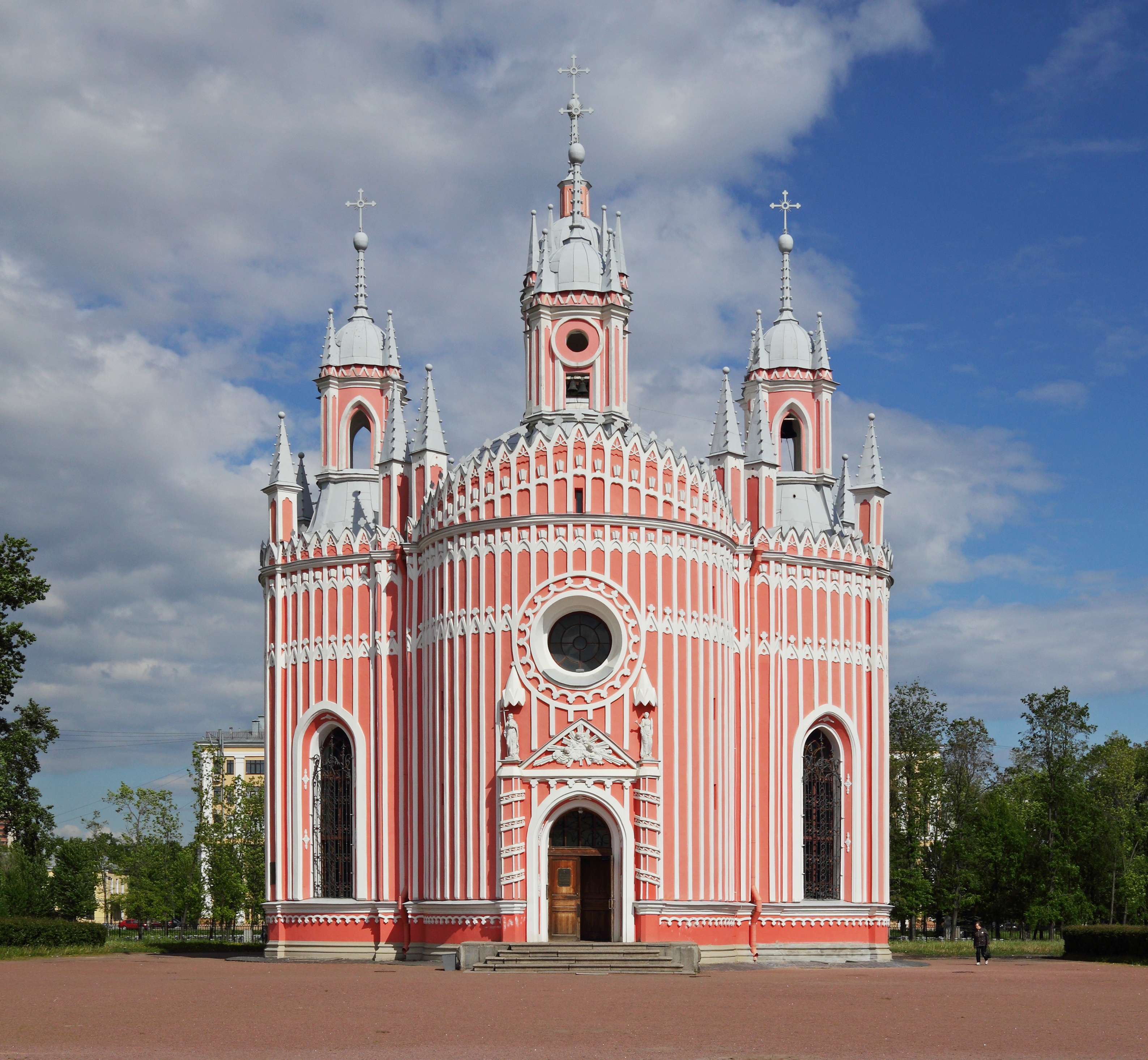
Чесменська церква, вхід.

Фантазійні, псевдоготичні форми набули значного поширення в творчому доробку Юрія Фельтена (1730—1801), петербурзького німця, для якого готичні форми в їх німецькому варіанті були і дещо «рідними», і баченими на власні очі в Німеччини. Він широко копіював і використовував «китайські» та «готичні» форми в садових павільйонах пейзажних парків, останні отримали поширення з подачі імператриці Катерини ІІ з 1760-х років. Як «готичні» сприймали сучасники і класичні форми цегляної Вежі-руїни царськосільського парку, вибудувану як монумент на честь перемоги імперії над османською Туреччинию в війні 1768—1774 рр.
На честь морської перемоги Російської імперії під Чесмою (1770 року) на околиці Петербурга заклали Чесменську церкву. Проект для неї створив Юрій Фельтен, використавши фантазійні форми, що нагадували готичні. Невелика споруда, розфарбована в два кольори і неканонічна за декором, викликала захоплення і ще двічі була повторена в різних панських садибах. Споруда мала характер паркового павільйону з сакральним призначенням, майже свідоцтвом вольтер'янства, дворянської гри в французьке просвітництво. Поряд також вибудували подорожній палац імператриці в більш стриманих формах, що копіювали чи то англійський замок Лонгфорд, чи то замок Інверарі.
В Москві псевдоготичні форми широко використовував Матвій Казаков (1738—1812). Але московський архітектор і щасливий суперник самого Василя Баженова, орієнтувався на колористику і середньовічні форми Московії 17 ст., які теж вважали «готичними». До найкращих зразків псевдоготичних споруд Матвія Казакова належать подорожній Петровський палац та церква в селі Биково.

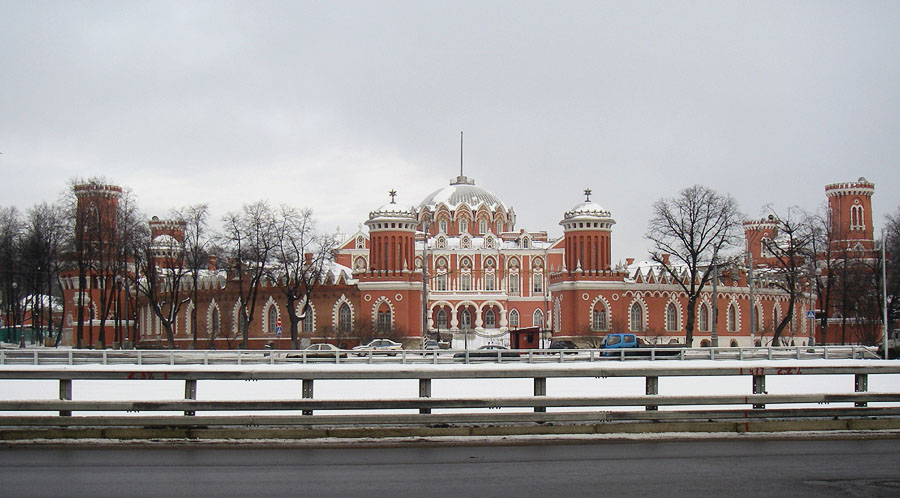
Подорожній Петровський палац, фото 2007 р.
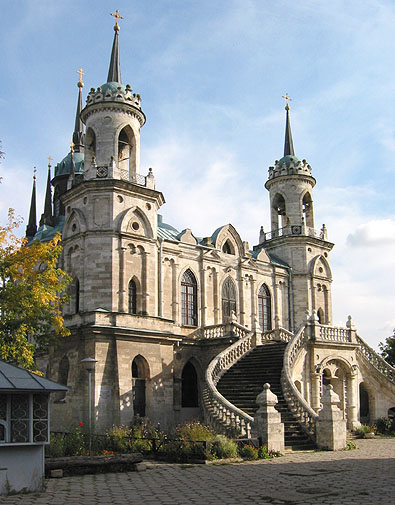
Церква в ім'я ікони Володимирської Богородиці, село Биково

## Псевдоготичні церкви і споруди в російській провінції
Особливу групу склали псевдоготичні споруди і церкви в російській провінції. Їх незвичні і неканонічні форми досі викликають подив і захоплення. Але розташування в віддалених кутах, трагічні історичні події і втрачені місцеві архіви не надають можливостей розв'язати таємниці їх проектування, їх побудови, подій, пов'язаних з ними. Серед них — Микільський собор (Можайськ), церква в селі Знаменка, Гостиний двір в місті Калуга, Кінний двір в садибі Красне Єрмолова. Якщо Микільський собор в Можайську можна пов'язати з архітектурною школою Матвія Казакова, то церква в селі Знаменка справжня таємниця. Гостиний двір в місті Калуга був знищений в роки війни 1941-1945-го і став недоступним для вивчення.

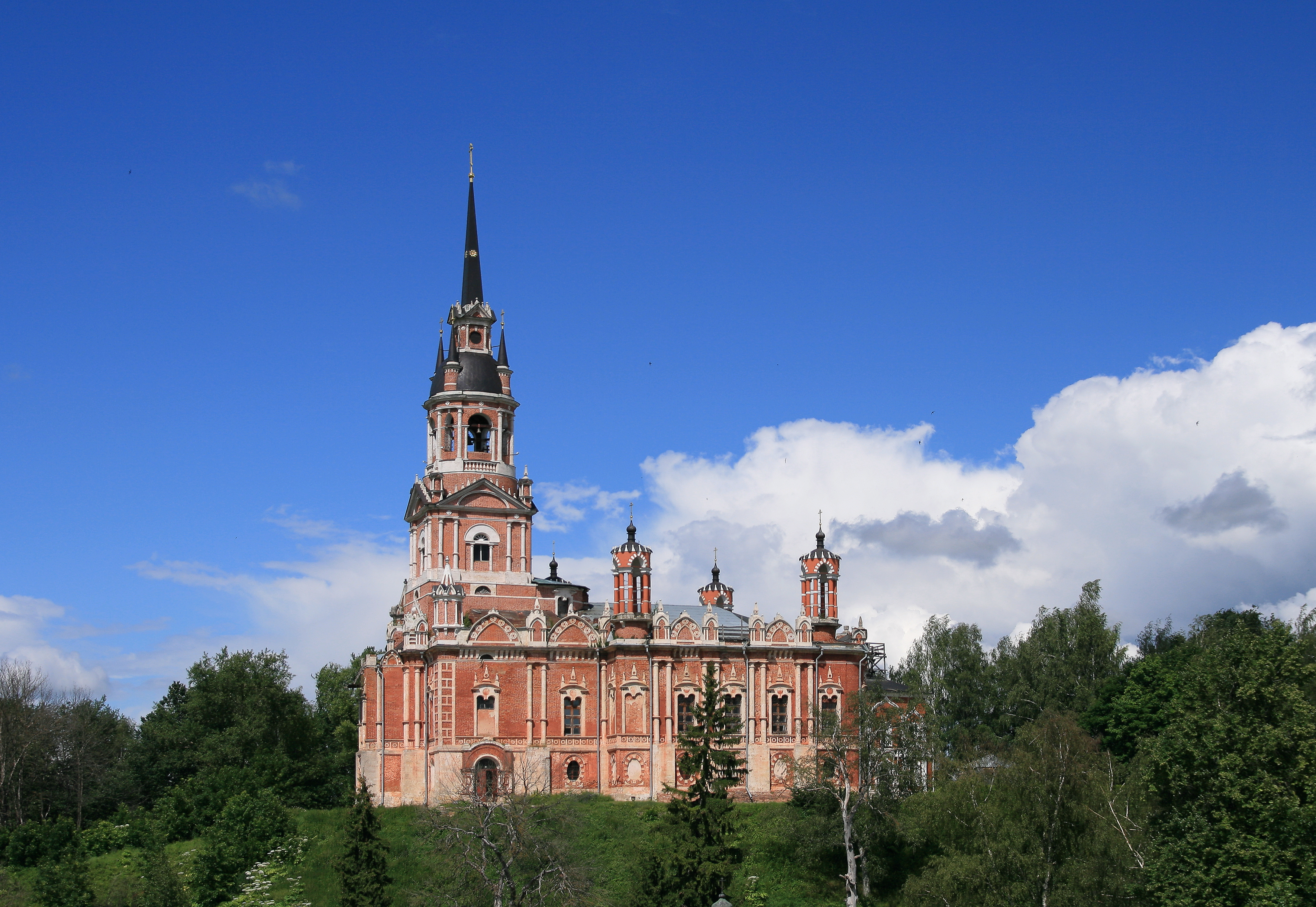
Микільський собор (Можайськ)
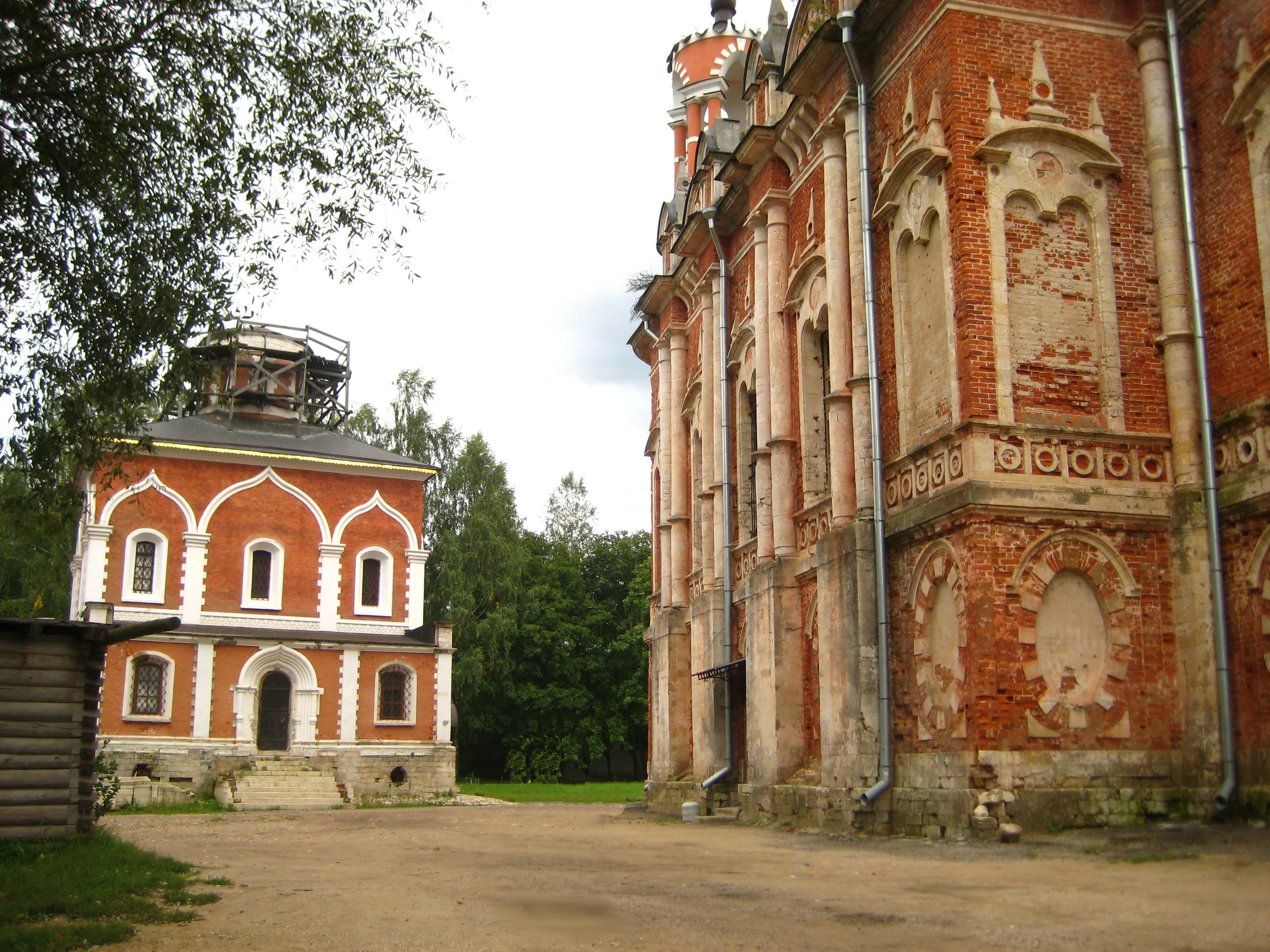
Споруди Можайського кремля.
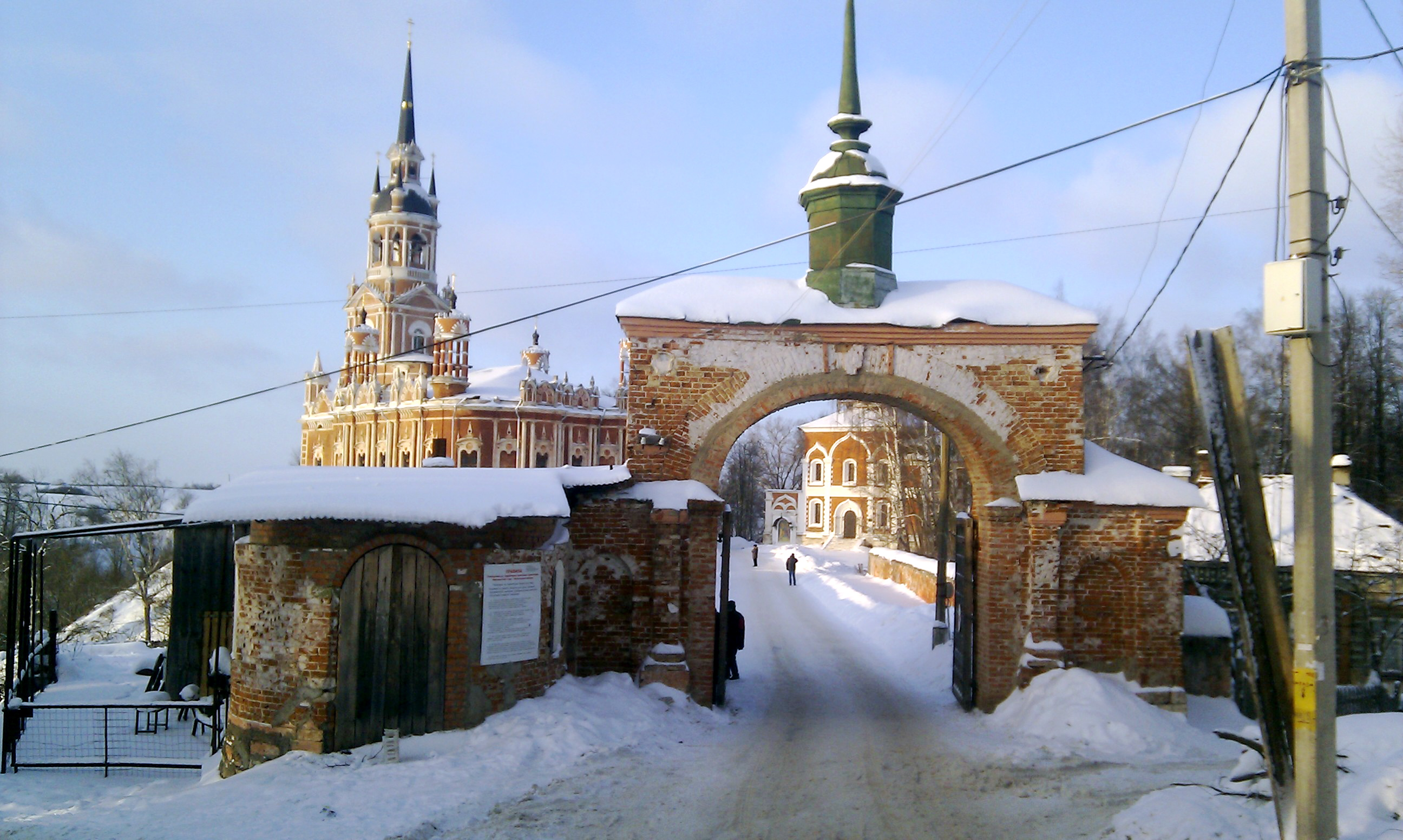
В'їзна брама, Можайськ
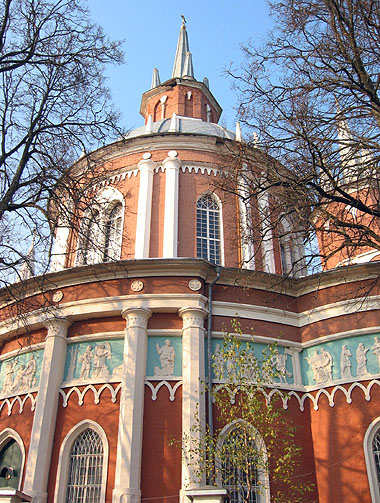
Церква в селі Царьово

## Церква святої Трійці в садибі Баташова

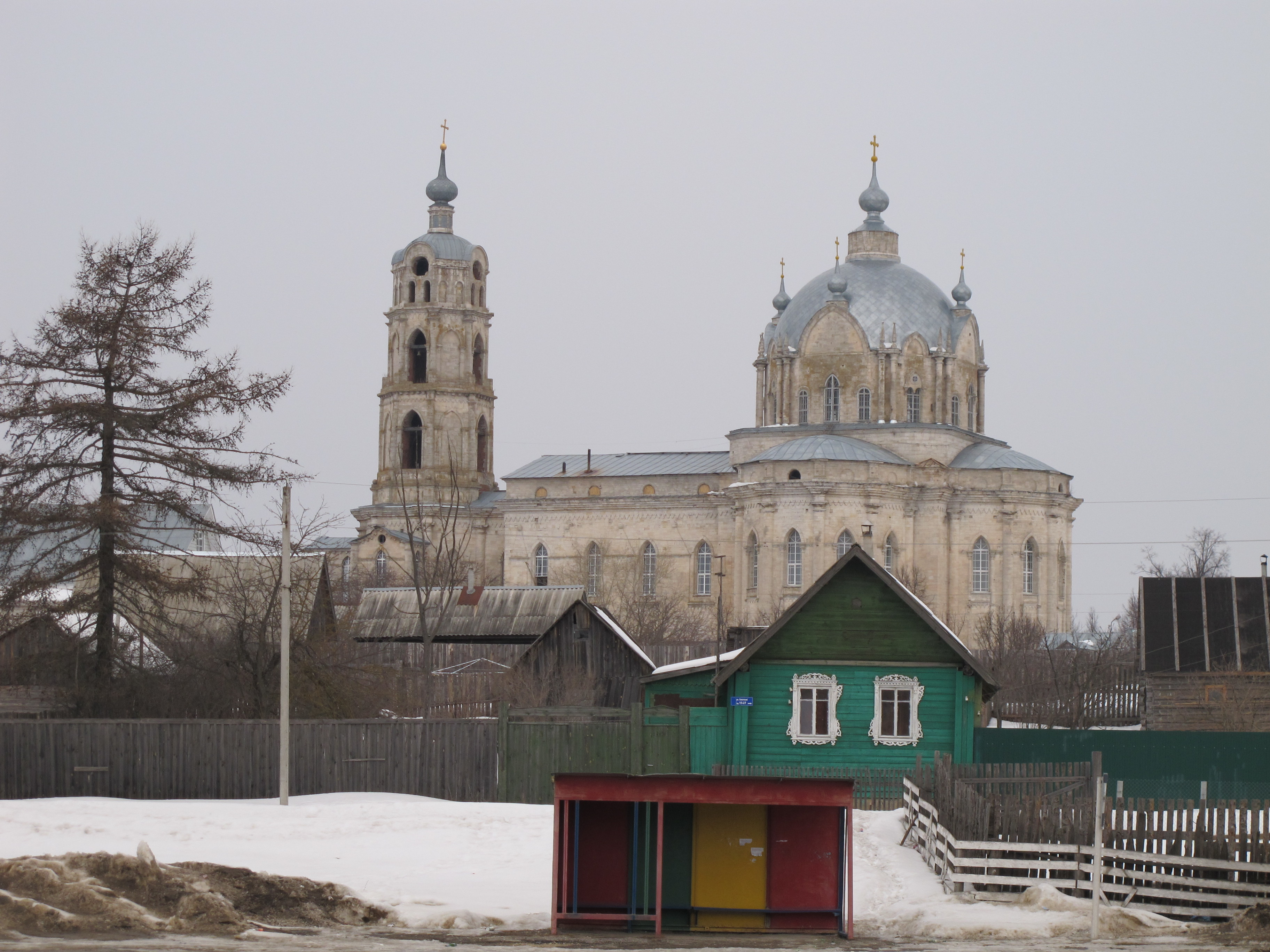
Церква святої Трійці, Гусь-Залізний, нині Рязанська область

Генетично пов'язаною з російською садибною культурою, з модою на псевдоготику, було будівництво церкви Св. Трійці в садибі Баташова. Хоча її проект був створений наприкінці 18 ст., церква вибудована в першу третину 19 століття. Самодур і підприємець з Тули, Андрій Баташов, вихідець з купецького стану, таки домігся і багатства, і переходу в привілейований дворянський стан. Він і став ініціатором створення в власній садибі велетенського палацу, металургійного виробництва і велетенської церкви. Все є незвичним в цій сакральній споруді — і використаний матеріал, і її розміри, що нагадують готичний собор середньовічного міста, здатний вмістити всіх мешканців міста. Церква вибудувана з білого тесаного каменю. Храм заклали в 1802 році і встигли підняти мури до смерті замовника в 1825 р. лише до карнизів і бані. Будівництво розтяглося і було закінчене лише в 1868 році, хоча богослужіння розпочалися раніше. Від російського бароко іде її складний образ із заокругленими виступами, скошеними гранями підбанника, нішами, що нагадують сучасним дослідникам композицію Воскресенської церкви в містечку Почеп Чернігівської губернії (нині Білгородська область), створену за проектом Валлєн Деламота (1765—1771). Від російського класицизму в церкві Трійці — спокійні об'єми завершення, симетрична баня; від псевдоготики — стрілчасті вікна і потяг до висоти, подвійні колонки, фіали, втрачені шпилі на даху, замінені на луківки. В другій половині 18 століття російське дворянство покохало подібні романтизовані образи.

## Псевдоґотика і неоґотика у ХІХ ст

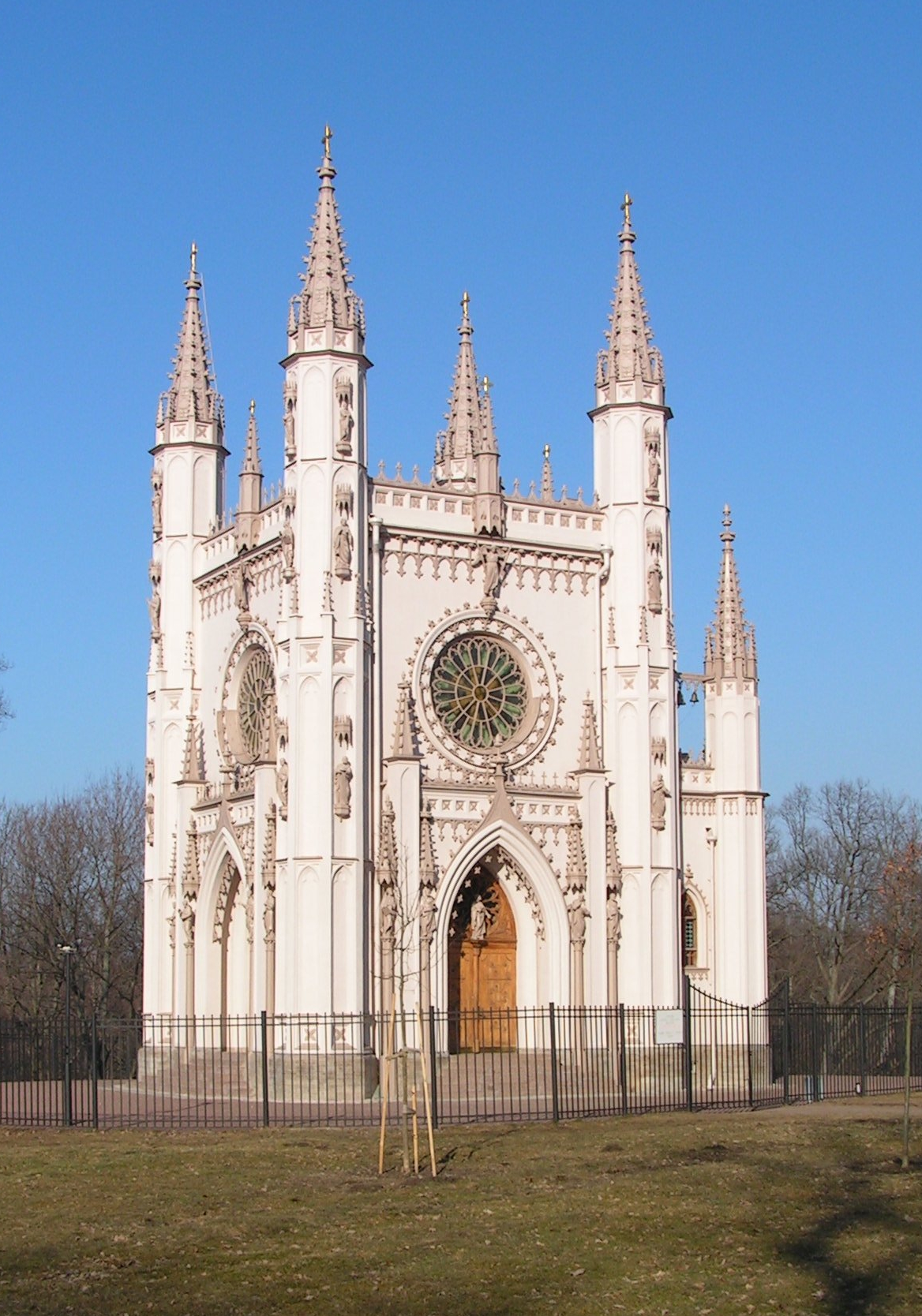
Арх. Шинкель. Готична каплиця, парк Александрія, Петергоф (палацово-парковий ансамбль).

Цікавість до псевдоготики наприкінці 18 ст. підживлював і мальтійський маскарад імператора Павла, що називав власні палаци «замками», захоплювався середньовічним лицарством і навіть ініціював побудову палацу Приора Мальтийського ордена на околиці Гатчинського парку. Але землебитний палац Приора в псевдоготичних формах сприймався як чергова примха монарха.
Готичну декорацію отримують навіть споруди відомих представників пізнього класицизму та ампіру (Старов Іван Єгорович, панський будинок-палац в садибі Островки для князя Г. Потьомкіна, Луїджі Руска, готична декорація Нікольської вежі Московського Кремля, Россі Карло Іванович, Катерининська церква, Кремль, Москва, зруйнована). Серед найкращих зразків псевдоготичної архітектури доби російського романтизму стала перебудова архітекторм Д. Биковським підмосковної садиби Паніних — Марфіно.
Водночас з'являються псевдоготичні споруди в царських резиденціях. В Царському Селі створено парковий павільйон «Арсенал» доби романтизму, побудований у 1819-1934 рр. (архітектор А. Менелас). Він мав вигляд двоповерхової вежі з готичними вікнами, куди замість звичного віконного скла вставили оригінальні вітражі середньовіччя. Для російської імператриці Олександри Федоровни, пруської принцеси в минулому, в Петергофі вибудували Каплицю за проектом німецького архітектора Карла Фрідріха Шинкеля. Псевдоготичні форми мають також службові споруди архітектора Миколи Леонтійовича Бенуа (1813—1898), створені поблизу імператорської резиденції в Петергофі 19 ст. (Палацові стайні, Залізничний вокзал Старого Петергофа). Естафету російської псевдоготики підхоплять архітектори доби еклектики, поки вона не зійде нанівець.

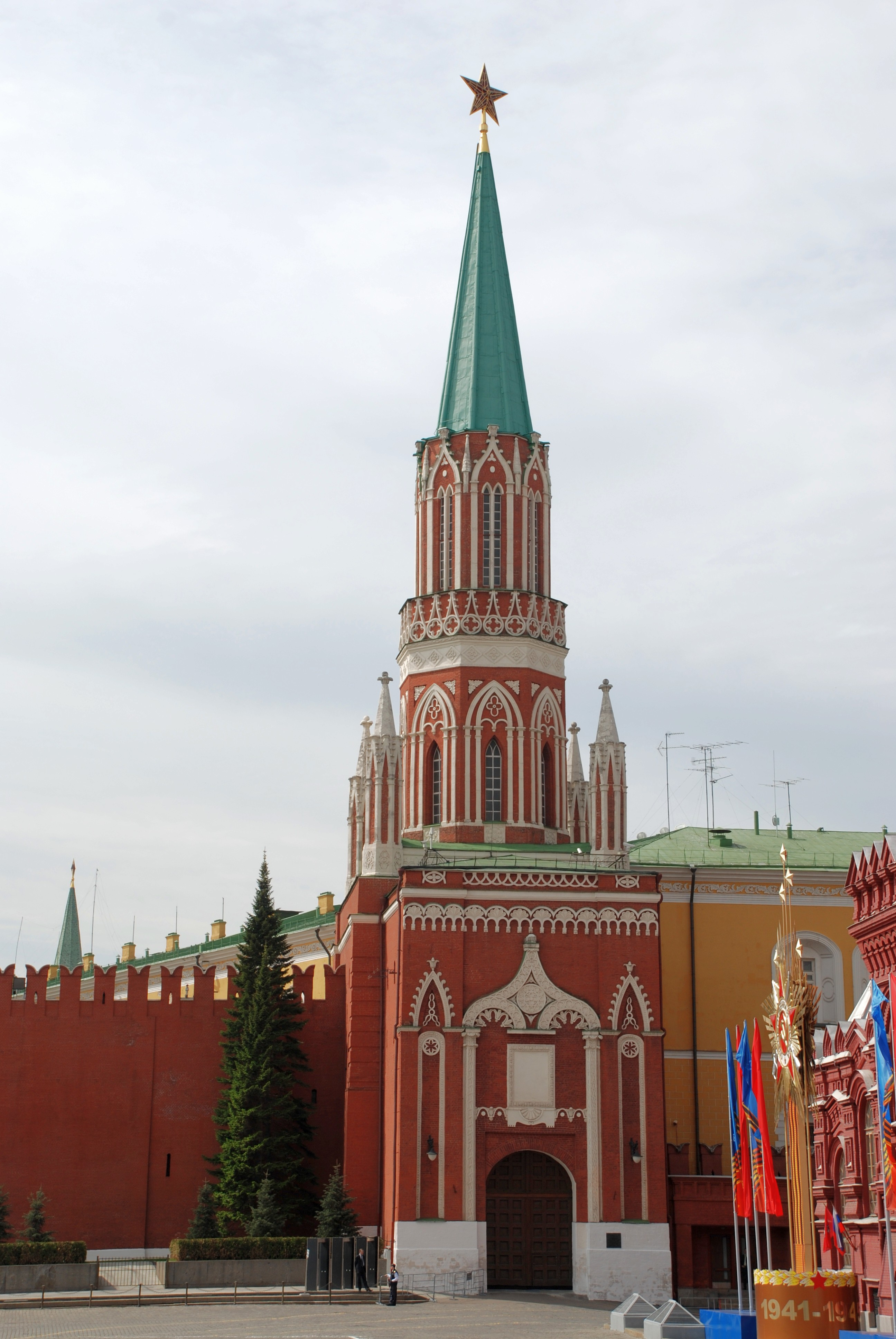
Арх. Луїджі Руска. Готична декорація Нікольської вежі Московського Кремля.
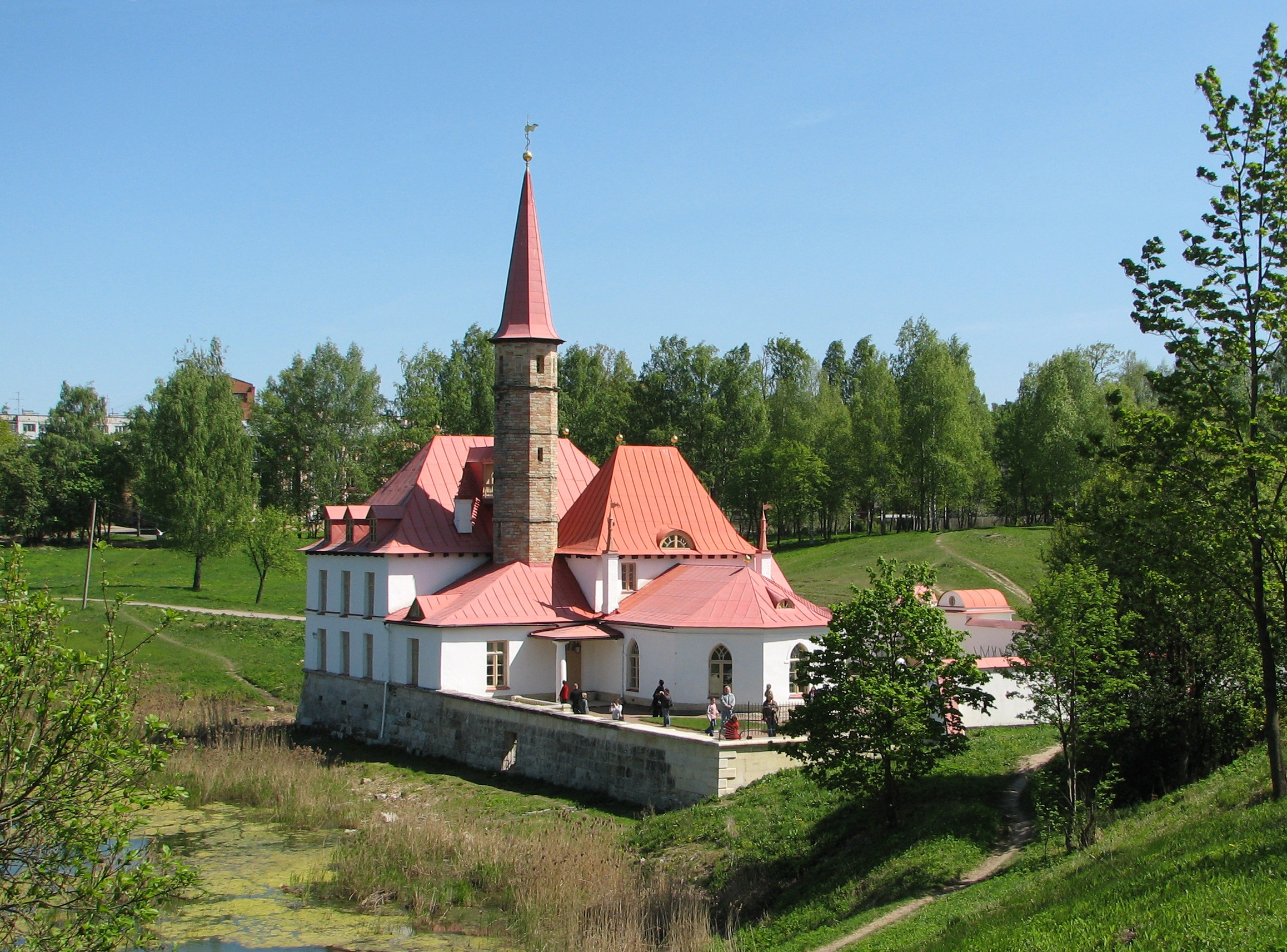
Приоратський палац, Гатчина.
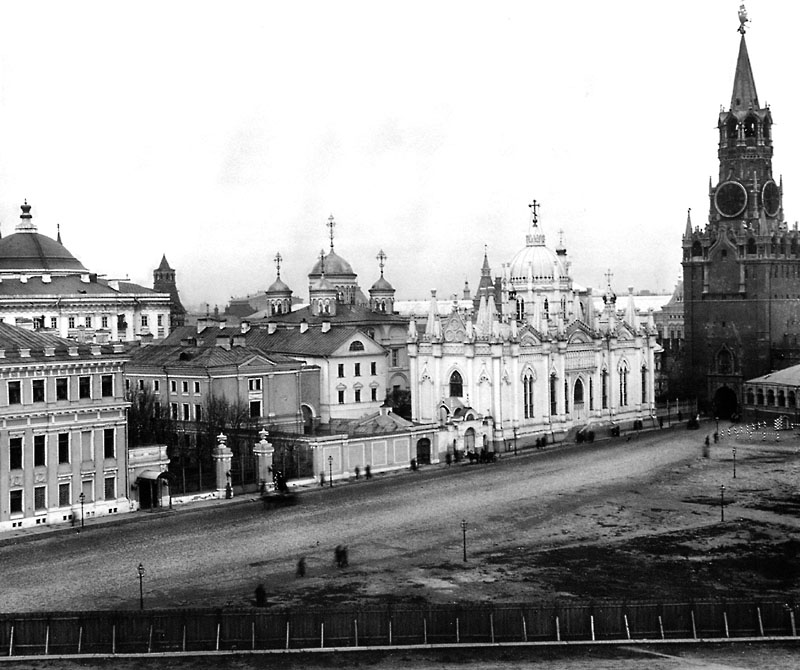
Арх. Карло Россі. Катерининська церква, Кремль, Москва, поруйнована. Архівне фото
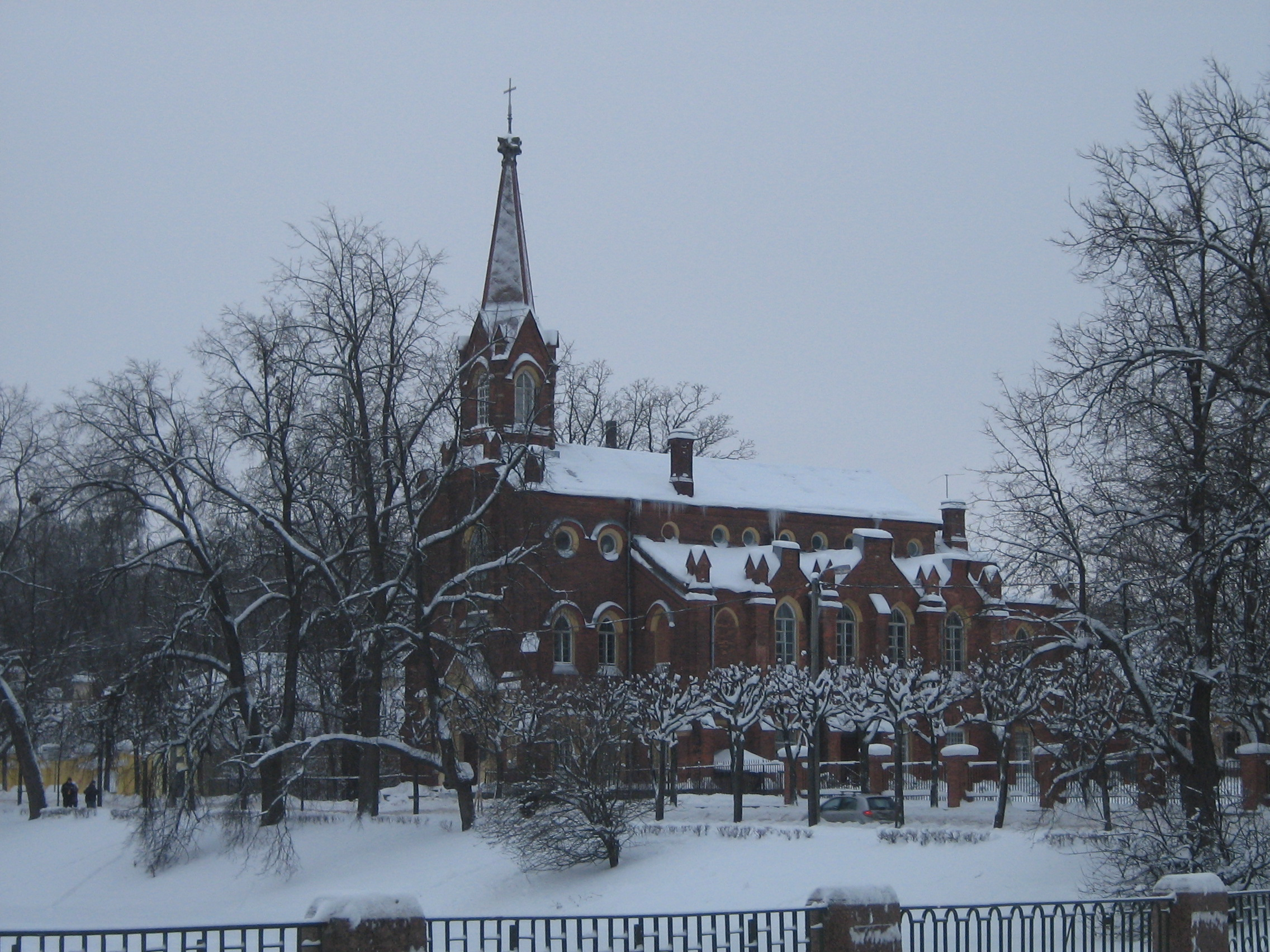
Німецька кірха в Царському Селі.
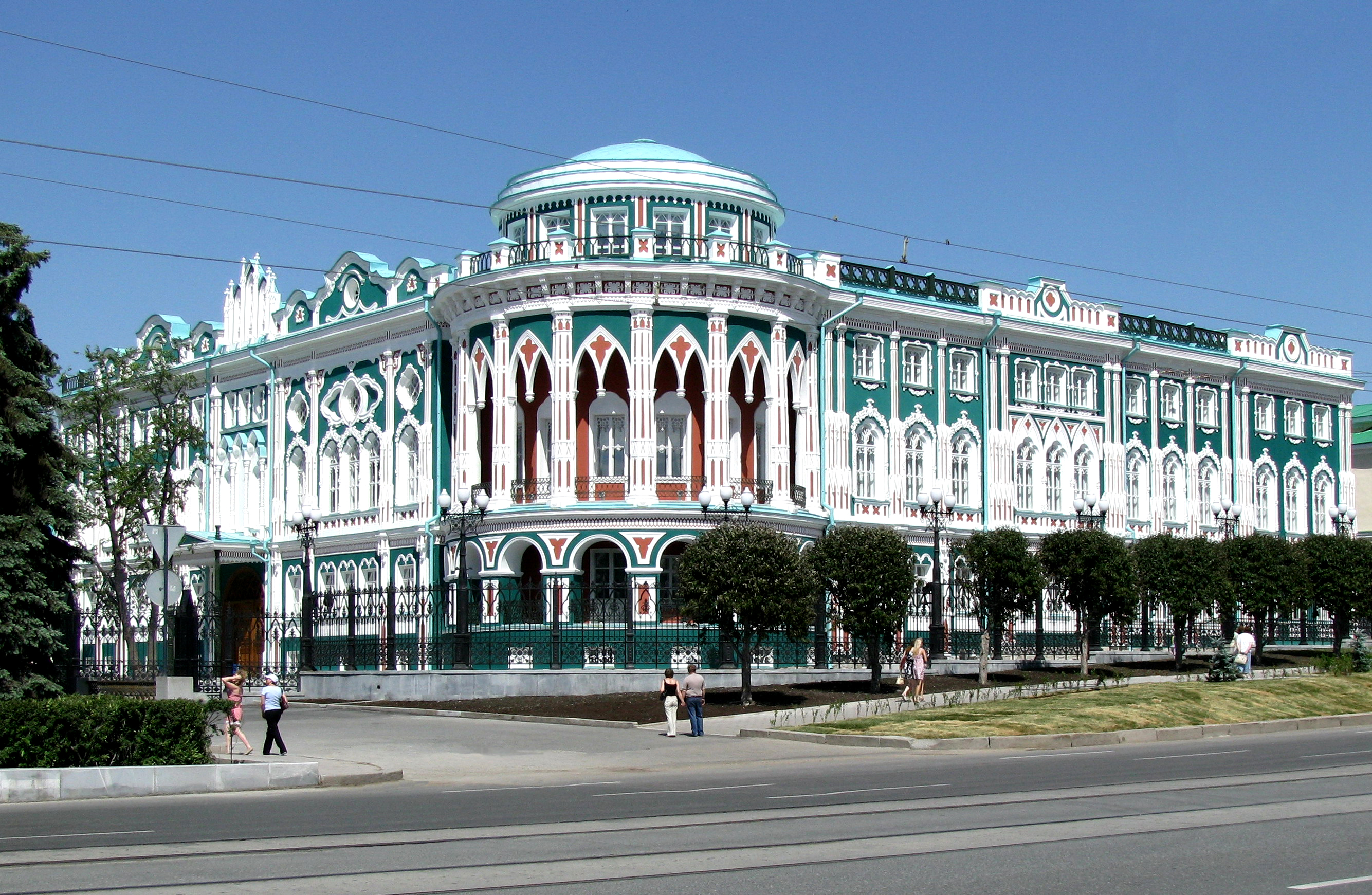
Будинок Севастьянова, Єкатеринбург, доба еклектики (1860-1866 роки).

На зламі 19-20 століть виникне низка лютеранських та католицьких храмів, ініційованих католицькими та лютеранськими грамадами в російській провінції, серед яких кірхи та костели в Одесі, Луцьку, Смоленську, Саратові, Іркутську, Києві тощо. Вони активно використовують і конструктивні, і декоративні якості ґотичної архітектури і належать вже стилістиці неоґотики. Всі вони створені в підкреслено ґотичному стилі, такому відмінному і від псевдоросійського варіанту місцевої еклектики, і від тогочасної сецесії.